# Fabian Mund
Fabian Mund (ur. 25 kwietnia 1980) – niemiecki biathlonista, czterokrotny mistrz świata juniorów z 2000 roku. W swoim dorobku ma również dwa medale brązowe zdobyte w roku 1999.

## Osiągnięcia

### Mistrzostwa Europy
| Rok  | Miejsce     | IN | SP | PU | MS | RL |
| 2004 | Mińsk       | 20 |    |    |    |    |
| 2005 | Nowosybirsk | 11 |    |    |    |    |

### Mistrzostwa Świata Juniorów
| Rok  | Miejsce             | IN | SP | PU | MS | RL |
| 1998 | Jericho/Val Cartier | 24 |    |    |    |    |
| 1999 | Pokljuka            | 3  | 22 | 26 |    | 3  |
| 2000 | Hochfilzen          | 1  | 1  | 1  |    | 1  |

IN – bieg indywidualny, SP – sprint, PU – bieg pościgowy, MS – bieg ze startu wspólnego, RL – sztafeta